# Lago Camminer
El lago Camminer (en alemán: Camminersee) es un lago situado en el distrito de Llanura Lacustre Mecklemburguesa, en el estado de Mecklemburgo-Pomerania Occidental (Alemania), a una altitud de 61 metros; tiene un área de 58.4 hectáreas.